# Lex Iulia et Papia
Lex Iulia et Papia ist die zusammenfassende Bezeichnung für zwei römische Gesetze aus der Zeit des Augustus zum römischen Eherecht. Verbreitet wird auch von den „augusteischen Ehegesetzen“ gesprochen.
In der 18 v. Chr. erlassenen lex Iulia de maritandis ordinibus ordnete Augustus zur Verbesserung der allgemeinen Moralvorstellungen und zur Bekämpfung von Kinderlosigkeit an, dass nur noch standesgerechte Ehen geschlossen werden durften. Bestimmte Ehen wurden somit auch verboten. Missbilligte Ehen waren nicht nichtig, lediglich bestimmte Rechtsfolgen traten nicht ein.
Am 1. Juli 9 n. Chr. kam die lex Papia Poppaea (so benannt nach den Antragstellern Marcus Papius Mutilus und Quintus Poppaeus Secundus) hinzu, mit der eine Ehepflicht für alle römischen Bürger im heiratsfähigen Alter verfügt wurde. Wer unverheiratet war, verlor das Anrecht auf Erbschaften, kinderlose Ehepaare das Anrecht auf die Hälfte einer Erbschaft. Paare hingegen, die eine bestimmte Anzahl von Kindern hatten, wurden durch Privilegien gefördert (Dreikindrecht, ius trium liberorum). Des Weiteren bekam man mit Kinderreichtum leichteren Zugang zu den Ämtern. Frauen, die drei Kinder hatten (Freigelassene vier Kinder), wurden zudem von der Vormundschaft (tutela mulierum) befreit. Das Gesetz kommentierten in klassischer Zeit Iunius Mauricianus, Ulpius Marcellus, Terentius Clemens, Ulpian und Iulius Paulus.
In den Digesten lässt sich im Kommentar Ulpians zu den augusteischen Ehegesetzen nachlesen, dass der Princeps selbst nicht an die Gesetze gebunden sei (princeps legibus solutus est). Bedeutung erlangte die Fundstelle in der rechtsgeschichtlichen Forschung nochmals im Zusammenhang der Rezeption römischen Rechtsgedankenguts zu Zeiten des Absolutismus im Alten Reich. Auch Gaius, Ulpius Marcellus und Mauricianus hatten die Ehegesetze in mehreren Büchern ausführlich kommentiert, wovon heute kaum etwas erhalten ist, weil die christlichen Kaiser von den Benachteiligungen Unverheirateter und Kinderloser Abstand nahmen.
Es war schon in der Antike nicht mehr klar, welche Regelung zu welchem der beiden Gesetze gehörte, weshalb man einfach beide Gesetze zur lex Iulia et Papia (Institutiones des Gaius) oder lex Iulia miscella (Codex Iustinianus) zusammenfasste. Obwohl schon Augustus feststellen musste, dass die Gesetze ihr Ziel verfehlten, wurden sie erst 531/534 aufgehoben.
Aus der Zeit zwischen 177 und 180 n. Chr. sind zwei vollständige Bronzetafeln der lex municipalis Troesmensium, einem für Troesmis (östlicher Balkan) geltenden Stadtgesetz, erhalten. Unter Androhung empfindlicher Strafen bei Missachtung der explizit hergeleiteten Vorgaben der leges Iulia und Papia Poppaea für alle Beteiligten, weist die zweite der beiden Tafeln die Wahlleiter an, das Alter – als Zugangsvoraussetzung für Priesteramtskandidaturen und passiv Wahlberechtigte zu den Ämtern – zu beachten. Auch wurde die Organisation der Stimmabgabe der aktiv wahlberechtigten Bürger geregelt. Derartige epigraphische Zeugnisse aus den Provinzen legen Bestimmungen offen, ohne deren Kenntnis ein unvollständigeres Bild der lokalen Rechtsbesonderheiten bestünde. Viele dieser Gesetze blieben in den justinianischen Kompilationen unberücksichtigt, weil sie in der Spätantike entweder bereits unmaßgeblich waren oder nunmehr der Bedeutungslosigkeit anheimfallen sollten.